# Ovulacija
Ovulacija (lat. ovulatio) je proces sproščanja zrelega jajčeca (jajčne celice) iz počenega folikla in sledeča izločitev skozi predrto steno ženskega jajčnika. Navadno se ovulacija odvije v sredini obdobja med dvema menstruacijama (na štirinajsti dan).

## Čas
V povprečju ovulacija poteče 14,6 dni po začetku menstruacijskega ciklusa, točen čas dogodka pa je močno odvisen od posameznice. Pri 95 odstotkih žensk se ovulacija odvije v obdobju med 8,2 in 20,5 dni po začetku menstrualnega cikla. Dnevi v bližini ovulacije veljajo za najbolj plodne dni.

## Značilnosti
Ovulacija je ena izmed glavnih faz menstruacijskega ciklusa, ki sledi folikularni fazi. V folikularni fazi poteče razvoj različnih tipov foliklov; primarni folikli se pretvorijo v sekundarne folikle, nakar se ti spremenijo v terciarne ali Graafove folikle. Med zoritvijo jajčnikovih foliklov se pod vplivom adenohipofiznega folikle stimulirajočega hormona (FSH ali filotropina) debeli folikularni epitel (foliklova teka ali theca folliculi). Za Graafov folikel je značilna s tekočino napolnjena notranjost (lat. liquor follicularis), ki vsebuje veliko hialuronske kisline (hialurona) in proteoglikanov, njegov zunanji ovoj pa je večplasten in sestoji iz granuloznih celic (celice granuloze). Na predelu, imenovanem cumulus oophorus, se med številnimi granuloznimi celicami (v tem primeru imenovanimi žarkasta krona ali corona radiata) nahaja oocita (še nezrela jajčna celica), ki je obdana z glikoproteinsko pelucido (lat. zona pelucida). Celice žarkaste krone preko različnih povezav zoreči oociti dovajajo potrebna hranila.

## Potek
Ob končani zoritvi Graafovega folikla se ta premakne do jajčnikove ovojnice, nakar pride do ovulacije (sprostitve iz folikla in nato počenega jajčnika), ki jo vzpodbudi pritisk tekočine znotraj folikla in delovanje encimov. Na pojav ovulacije vpliva tudi hipofizni luteinizirajoči hormon (LH ali lutropin). Jajčno celico in nekaj obkrožajočih folikularnih celic tok tekočine, ki izteka iz počenega folikla, odnese v jajcevod, kjer se jajčece ujame na tanke resaste izrastke, fimbrije jajcevoda. Sesalna sila nato jajčno celico prenese do ampule jajcevoda (lat. ampulla tubae uterinae), kjer se lahko ob prisotnosti spermijev odvije oploditev. Če do oploditve ne pride v približno dvanajstih urah, jajčece propade in se iz telesa odstrani med menstruacijo.

## Tipi ovulacije
Poleg normalne ovulacije je mogoče umetno (denimo s pomočjo zdravil) sprožiti izredno ovulacijo, ki se imenuje provocirana ovulacija (lat. ovulatio provocata). Navadno vsak mesec v jajčniku dozori le en folikel, možna pa je tudi še ena izredna ovulacija, tako imenovana paraciklična (zunajciklična) ovulacija (lat. ovulatio paracyclica), ki se odvije v istem menstrualnem ciklu kot redna ovulacija.